# Kazuhiro Ninomiya
Kazuhiro Ninomiya (二宮和弘, Ninomiya Kazuhiro), né le 28 novembre 1946 à Fukuoka, est un judoka japonais. 
Il est sacré champion olympique en 1976 à Montréal en catégorie des moins de 93 kg.

## Palmarès
| Année | Compétition           | Lieu      | Résultat | Catégorie         |
| ----- | --------------------- | --------- | -------- | ----------------- |
| 1970  | Championnats d'Asie   | Kaohsiung | 1er      | Plus de 93 kg     |
| 1973  | Championnats du monde | Lausanne  | 1er      | Toutes catégories |
| 1975  | Championnats du monde | Vienne    | 2e       | Toutes catégories |
| 1976  | Jeux olympiques       | Montréal  | 1er      | Moins de 93 kg    |